# Monster (Skillet)
Monster è il secondo singolo estratto dall'album del 2009 Awake del gruppo musicale Skillet. Il video musicale fu pubblicato il 2 settembre 2009.

## Riconoscimenti
Gli Skillet sono stati riconosciuti il 1 ° febbraio 2016, avendo registrato il più grande singolo digitale nella storia della musica cristiana da quando la loro canzone "Monster" ha raggiunto oltre 3 milioni di vendite. Di conseguenza il singolo è stato certificato 3X platino dalla RIAA,è stata la canzone cristiana streaming numero uno del 2015 ed infine è stata la canzone rock streaming numero otto del 2015.